# Ayurveda

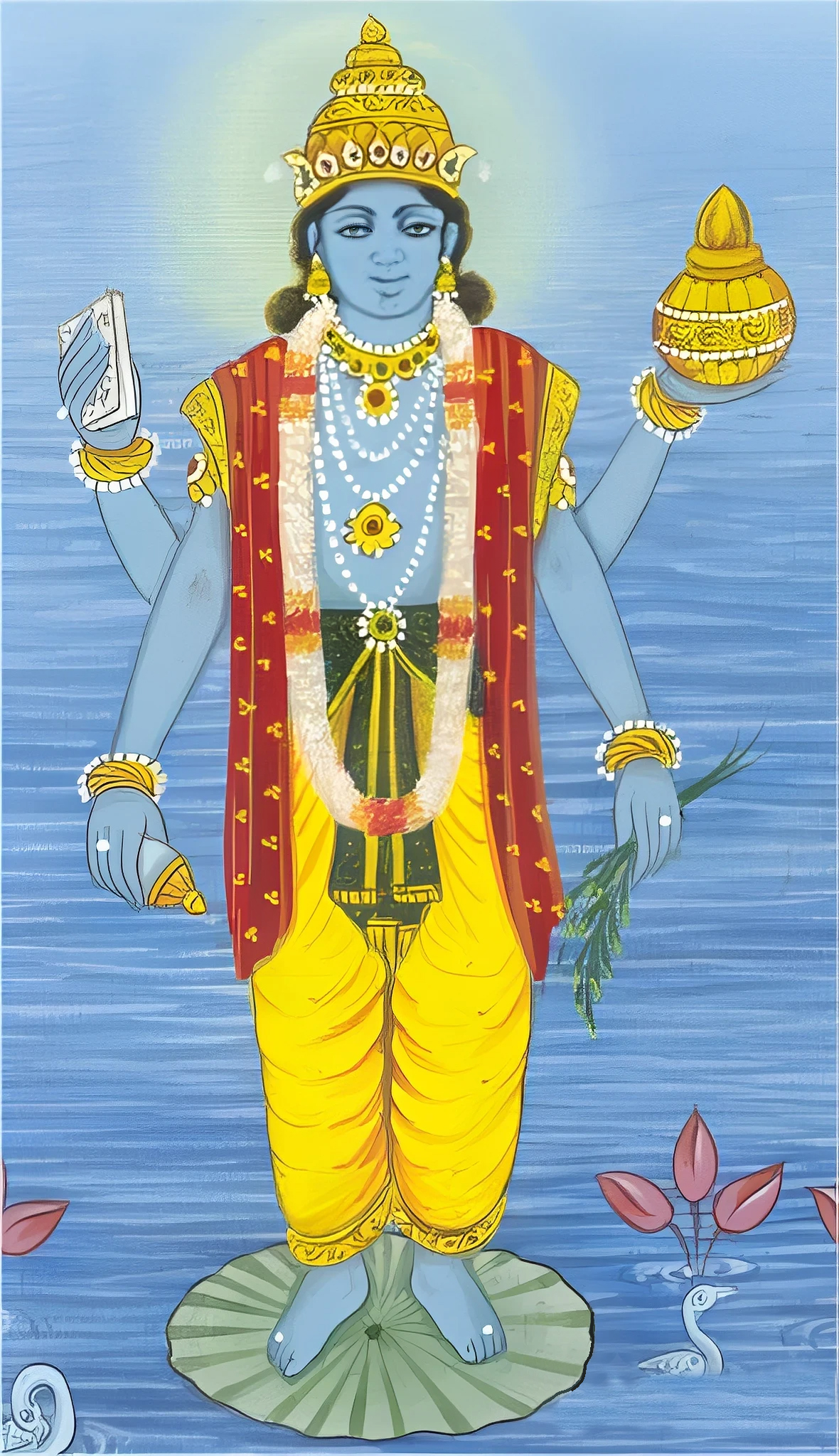
Dhanvantari, de hindoeïstische god van de ajurvedische geneeskunst, een avatar van de god Vishnoe

Ayurveda is een traditionele geneeswijze inheems aan het Indiase subcontinent. Tegenwoordig wordt het gerangschikt onder de alternatieve geneeswijzen. Ayurveda is een discipline van de Upaveda of "extra kennis" vanuit de Vedische traditie. De oorsprong van ayurveda is dan ook gevonden in de Atharvaveda. Er zijn ook verschillende legenden die de oorsprong van ayurveda toeschrijven aan de god Dhanvantari (of Divodasa) die het rechtstreeks van de god Brahma doorkreeg. In de ayurvedische praktijken wordt veelvuldig gebruikgemaakt van geneesmiddelen op basis van kruiden en mineralen. Dierlijke producten zoals melk, boter en yoghurt worden ook gebruikt in een aantal ayurvedische preparaten.
Ayurveda is in theorie en praktijk pseudowetenschappelijk. De werkzaamheid van de ayurvedische behandelingen is niet bewezen, of de niet-werkzaamheid of schadelijkheid ervan is wetenschappelijk aangetoond.

## Terminologie
Het woord ayurveda is een samenstelling van het woord āyus, dat "leven" of "levensprincipe" betekent, en het woord veda, dat "kennis" of "wijze" betekent. Het refereert dus aan een kennissysteem. "Ayurveda" kan derhalve vertaald worden als "kennis of wijze van het leven".

## Geschiedenis
Over het ontstaan van ayurveda bestaat veel onzekerheid, maar aanhangers beweren dat het zich meer dan drieduizend jaar geleden in India ontwikkelde. Ayurveda is oorspronkelijk gebaseerd op oude teksten in het Sanskriet, de Charaka Samhita en de Susruta Samhita. De Charaka Samhita is vooral een lange filosofische tekst, aangevuld met een grote hoeveelheid hygiënische en medische informatie. De Susruta Samhita daarentegen is vooral bekend vanwege de vele uitgebreide beschrijvingen van chirurgische ingrepen. Ondanks het feit dat deze teksten nog steeds de basis van de ayurveda vormen is de ontwikkeling niet stil blijven staan. Handelsbetrekkingen met China, contacten met Perzië via het Mogolrijk (16e en 17e eeuw) en later met Engeland en de rest van de westerse wereld leidden tot een regelmatige aanpassing van de ayurvedische praktijken aan de op dat moment geldende opinies over ziekte en gezondheid.

## Ziekte volgens ayurveda
De centrale ayurvedische gedachte is dat een ziekte eerst in de geest ontstaat en zich pas na herhaald genegeerd te worden in het lichaam manifesteert. De ayurveda stelt dat het lichaam onverbiddelijk gehoorzaamt aan de geest. De geest wordt daarbij beschouwd als de regisseur van de energieën die het lichaam doen leven. Die energieën worden gezamenlijk aangeduid als de ziel. De behandelwijze bestaat uit het bepalen van de ideale energieverdeling van de patiënt bij de geboorte (prakriti), het achterhalen van de precieze energie-onevenwichtigheid (vikriti), waar deze onevenwichtigheid vandaan kwam en in een zachtaardig programma de energiebalans weer te herstellen. De ayurveda vertrouwt daarbij op het eigen herstellend vermogen van de mens.

## Definitie van gezond zijn volgens ayurveda
Volgens de ayurveda is iemand in evenwicht zodra de huidige tri doshas in evenwicht zijn met de oorspronkelijke geboorteconstitutie.
Dat wil niet zeggen dat er voor die tri doshas objectief te bepalen waarden zijn die voor iedereen optimaal zouden zijn. Volgens de ayurveda is ieder mens immers anders met tri doshas, die bij de geboorte optimaal in balans zijn. Dit evenwicht is volgens de ayurveda grotendeels een kwestie van aanleg, maar wordt voor een klein deel ook door het jaargetijde, de stand van de planeten en de plaats van de wereld waar je geboren bent bepaald (zie astrologie). De optimale energieverdeling wordt "prakriti" genoemd.
De ayurveda stelt dat zodra we groeien onze optimale energiebalans al snel vervormd wordt door vele verstorende factoren; ons prakriti verandert in een "vikriti". Elk vikriti betekent dat we niet meer totaal gezond zijn en dus dat we ons niet meer volledig in gelukzaligheid baden zoals een zuigeling dat nog kan.
Niemand kan een leven lang in een staat van gelukzaligheid verkeren, maar volgens de ayurveda kunnen we er wel voor zorgen dat ons vikriti niet verergert en in lichamelijke symptomen uitmondt. De ayurveda beschrijft methoden en technieken die we kunnen gebruiken om ons vikriti binnen de perken te houden. Uitgangspunt daarbij is dat je dit alleen kunt als je je eigen prakriti (geboorte-energiebalans) en vikriti (energie-onevenwichtigheid) kent.

## Geestlichaamenergie volgens ayurveda
De ayurvedische arts vraagt "Welke energieën heeft mijn patiënt in zich (bij geboorte en nu)?" De ayurveda stelt dat ieder mens een unieke eigen geestlichaamenergieverdeling heeft; dat betekent dat een behandeling van ziekte pas plaats kan vinden zodra de prakriti en vikriti van de patiënt duidelijk zijn.
De ayurveda stelt dat alle energie - in de geest, in het lichaam, in de wereld om ons heen - drie karakteristieken heeft, die dosha's worden genoemd. De drie karakteristieken heten samen de tri dosha. Alle energieën kennen deze karakteristieken; onze passies, de seizoensbewegingen in ons klimaat en kosmische energieën in sterren. De ayurveda stelt dan ook "zo is de microkosmos, zo is de macrokosmos". De drie karakteristieken zijn:
- De eerste karakteristiek is impulsenergie. Dit heet vata. Vata reguleert impulsen; beweging, verandering. Vata is merkbaar in droge herfstwinden. Vataverstoringen zijn gecorreleerd aan angst.
- De tweede karakteristiek is vuurkracht. Dit heet pitta. Pitta zorgt voor vurigheid. Pitta is merkbaar in de spijsvertering, in hartstocht, heethoofdigheid, maar ook in vulkanen en in groepsgedrag op tropische dagen op het strand.
- De derde karakteristiek is structuurkracht. Dit heet kapha. Kapha zorgt voor structuur en stevigheid. Kapha is merkbaar in berusting, bezitterigheid, maar ook tijdens een bewolkte, sombere winteravond.

De ayurveda stelt dat elk wezen bij de geboorte een unieke, volmaakte verdeling van deze drie energiekarakteristieken heeft. Deze karakteristieken uiten zich in lichaamsbouw, immuunsysteem, karaktertrekken en gedrag. Zo is iemand die veel vata heeft vaak te herkennen aan een magere lichaamsbouw, met veel beweeglijkheid, een onrustige geest en veel activiteit, die echter alleen in vlagen komt. Iemand met veel vata is bevattelijk voor angst en stress. Omdat beiden in onze maatschappij veel voorkomen, is een vataverstoring de meest voorkomende energieverstoring van geest en lichaam. De ayurveda biedt methoden om energieverstoringen weer in balans te brengen.

## Ayurvedische diagnose van de geest-lichaam energieën

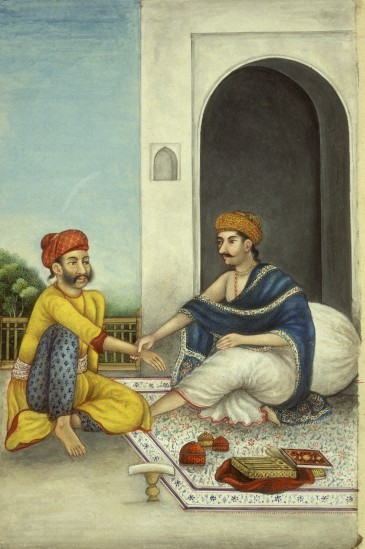
Polsdiagnose

Verschillende ayurvedische onderzoekers hebben vragenlijsten opgesteld die zich richten op het bepalen van de energiebalans in een persoon: de verdeling tussen impulskracht (Vata), vuurkracht (pitta) en structuurkracht (kapha). Deze vragenlijsten kunnen ingevuld worden voor de situatie waarin een patiënt zich op dat ogenblik bevindt (voor de vikriti) en voor de situatie in de vroege jeugd, voor zover die nog herinnerd kan worden. Zo meent men een beeld te kunnen krijgen van de (onevenwichtigheid in de) geestlichaamenergieën.
De andere belangrijk geachte methode om de staat van de geestlichaamenergieën te meten is via de polsdiagnose. Een ayurvedische arts of een ervaren ayurvedische practitioner meent de lichaamsstromen te kunnen "meten" via polsdiagnose.

## Ayurveda en ziektepreventie
De "geneesmiddelen" van de ayurveda richten zich vooral op het bewust met de levensstijl en het gedrag omgaan. Hier volgt een kort overzicht van methoden en technieken die de ayurveda aanwendt om balans in energiekarakteristieken te behouden of terug te brengen.

### Levenswijze en ayurvedische ziektepreventie
- Een mens heeft naar schatting 60.000 gedachten per dag, waarvan ongeveer 90% steeds dezelfde zijn.[bron?] Veel van deze gedachten hebben het karakter van angst, of zijn anderszins disfunctioneel voor onze energieën. Met meditatie schakelen we tijdelijk deze gedachtestroom uit. Bijkomend effect is dat de lichaamsenergieën de ruimte krijgen om naar hun natuurlijke evenwicht toe te bewegen.
- Aangezien onevenwichtigheid in de impulskracht de grootste veroorzaker is van onevenwichtigheden (vata:pitta:kapha staat als 4:2:1 oorzaken van ziekten), zijn volgens de ayurveda rust en regelmaat van het grootste belang. Veel rust nemen, op tijd opstaan en op tijd naar bed gaan zijn daarom eenvoudige richtlijnen die, als ze gedisciplineerd worden toegepast, veel verschil in ziekteverloop kunnen maken.
- Panchakarma is een methode om het lichaam van onzuiverheden te ontdoen.
- De vreugdetechniek is een manier om pure gelukzaligheid als golven door het lichaam heen te laten spoelen. Dit is te vergelijken met het kippenvelgevoel dat bij muziekconcerten, films of theater soms ontstaat.
- Veel mensen gaan voor een ayurveda-kuur naar Sri Lanka of India om authentieke ayurveda te ervaren

### Lichaamsbeweging en ayurvedische ziektepreventie
- Veel yogaconcepten zijn sterk verweven met ayurvedische principes. Er bestaan honderden verschillende yogaoefeningen die allemaal op een eigen aspect van geestlichaamenergieën betrekking hebben. Als een prakrit en vikriti eenmaal bekend zijn, is volgens de ayurveda gerichte balancering daarvan mogelijk met specifieke yogaoefeningen.
- Ademhaling is volgens veel oosterse tradities de verbinding tussen het innerlijk en de uiterlijke wereld. De ayurveda biedt een aantal specifieke ademhalingstechnieken die ook bij yoga en in de chakratheorie worden gebruikt. De bekendste hiervan is de pranayama, oftewel evenwichtig ademhalen, beurtelings door een neusgat.
- Ook vanuit de ayurvedische dinacharya, of dagelijkse routine, wordt lichaamsbeweging als preventief en curatief middel tot gezondheid aanbevolen. Meer bepaald vermelden de oude geschriften de bepaling dat dagelijks 20 minuten of zo'n 3 km wandelen bijdraagt tot de fysieke en geestelijke gezondheid van de mens.[2]

### Voeding en ayurvedische ziektepreventie
Zie ook: Yogadieet
De ayurveda kent honderden kruiden en specifieke eetrichtlijnen voor verschillende typen mensen. De belangrijkste algemene voedingstips zijn:
- Dagelijks op regelmatige tijden drie verse maaltijden nemen.
- De lunch is de grootste maaltijd van de dag; ontbijt de kleinste.
- Geen maaltijd mag groter zijn dan dat wat past in de kom van twee aanéén-gehouden handpalmen van de eter. Zo eten, precies passend, kleine mensen minder en forse mensen meer.
- Water warm drinken. Niet de kwantiteit is belangrijk, maar de frequentie; met regelmaat kleine slokjes warm water.
- Warm eten: altijd vers, uit eigen streek, goed gaargekookt
- Vooral voedsel eten dat de hoogste dosha’s kalmeert
- Gebruik bij iedere maaltijd de zes smaken: Zoet, zuur, zout, bitter, scherp, samentrekkend (wrang), zodat bij elke maaltijd alle smaakbehoeften worden bevredigd waardoor hongergevoel/'lekkere trek' verdwijnt, en men het juiste lichaamsgewicht verkrijgt of behoudt.
- Geen alcohol en/of koffie. Meditatie is een effectief alternatief.

Bekende kruiden uit de ayurveda die tegenwoordig ook buiten die traditie ingang vinden als voedingssupplementen zijn onder meer de adaptogenen ashwagandha en tulsi (holy basil).

### Muziek en ayurvedische ziektepreventie
- De ayurveda beschouwt muziek als een complex aan trillingen, die volgens hen in wezen niet verschillen van de trillingen van de geestlichaamenergieën. Er is dus muziek die balancerend resoneert met geestlichaamenergieën, conform aan het relaxerende effect van bepaalde muziek.

## Kritiek op ayurveda
Ayurveda is een alternatieve geneeskunde die berust op een Indiase variant op de humorenleer. Volgens skeptici is Ayurveda een pseudowetenschap. De theorieën, en werkzaamheid ervan zijn niet wetenschappelijk aangetoond of na onderzoek weerlegd.
- Er zijn wereldwijd officiële waarschuwingen van kracht vanuit verschillende landelijke overheden over lood, kwik, arseen, cadmium en andere zware metalen, in grote hoeveelheden die toxisch zijn, in niet gecertificeerde[bron?] ayurvedische producten.[5][6][7][8]
- De Indische vereniging voor artsen, de Indian Medical Association (IMA), waarschuwt, protesteert en procedeert regelmatig tegen het gebruik en de promotie van Ayurveda, omdat de werkzaamheid ervan niet bewezen is, en sommige behandelingen schadelijk zijn.[9][10]
- Wie gezond is, evenwichtig en gevarieerd eet en voldoende drinkt, kan op de natuurlijke en efficiënte afvalverwerking door het lichaam zelf rekenen. Wanneer de natuurlijke afvalverwerking door het lichaam faalt, is er sprake van lever- of nierfalen en is met spoed goede behandeling nodig en een goed advies voor levensstijl en voeding.
- De ayurveda beschouwt kanker als onevenwichtigheid in energieën die een lichamelijke uitingsvorm hebben aangenomen. In de moderne geneeskunde zijn kankers goed bestudeerde verifieerbare aandoeningen die te maken hebben met een wildgroei van cellen.
- De zogenaamde “polsdiagnose” is niet erkend als diagnostische methode in de geneeskunde: met een 'polsdiagnose' kan niets meer of minder vastgesteld worden dan de hartslag.